# Runge
Runge è un centro abitato degli Stati Uniti d'America situato nella contea di Karnes dello Stato del Texas.
La popolazione era di 1.031 persone al censimento del 2010.

## Geografia fisica
Runge è situata a 28°53′07″N 97°42′46″W (28.885172, -97.712769).
Secondo lo United States Census Bureau, ha un'area totale di 1,2 miglia quadrate (3,1 km²).

## Società

### Evoluzione demografica
Secondo il censimento del 2000, c'erano 1.080 persone, 395 nuclei familiari e 289 famiglie residenti nella città. La densità di popolazione era di 918,7 persone per miglio quadrato (353,4/km²). C'erano 461 unità abitative a una densità media di 392,1 per miglio quadrato (150,8/km²). La composizione etnica della città era formata dal 67,22% di bianchi, il 2,22% di afroamericani, l'1,11% di nativi americani, il 26,67% di altre razze, e il 2,78% di due o più etnie. Ispanici o latinos di qualunque razza erano il 74,17% della popolazione.
C'erano 395 nuclei familiari di cui il 34,9% aveva figli di età inferiore ai 18 anni, il 47,6% aveva coppie sposate conviventi, il 17,5% aveva un capofamiglia femmina senza marito, e il 26,6% erano non-famiglie. Il 23,3% di tutti i nuclei familiari erano individuali e il 14,2% aveva componenti con un'età di 65 anni o più che vivevano da soli. Il numero di componenti medio di un nucleo familiare era di 2,73 e quello di una famiglia era di 3,19.
La popolazione era composta dal 32,2% di persone sotto i 18 anni, il 5,9% di persone dai 18 ai 24 anni, il 25,5% di persone dai 25 ai 44 anni, il 19,4% di persone dai 45 ai 64 anni, e il 17,0% di persone di 65 anni o più. L'età media era di 34 anni. Per ogni 100 femmine c'erano 88,5 maschi. Per ogni 100 femmine dai 18 anni in giù, c'erano 84,4 maschi.
Il reddito medio di un nucleo familiare era di 20.417 dollari e quello di una famiglia era di 22.738 dollari. I maschi avevano un reddito medio di 20.667 dollari contro i 16.375 dollari delle femmine. Il reddito pro capite era di 8.480 dollari. Circa il 27,7% delle famiglie e il 31,3% della popolazione erano sotto la soglia di povertà, incluso il 40,9% di persone sotto i 18 anni e il 40,4% di persone di 65 anni o più.